# Aster tonglingensis
Aster tonglingensis là một loài thực vật có hoa trong họ Cúc.